# Luna (La Union)
Luna (Bayan ng Luna) är en kommun i Filippinerna. Kommunen ligger på ön Luzon, och tillhör provinsen La Union. Folkmängden uppgår till 35 802 invånare år 2015.
Luna är indelat i 40 barangayer.